# 殷云飞
殷云飞（1966年—），江苏镇江人，汉族，中华人民共和国政治人物、第十二届全国人民代表大会江苏地区代表。
毕业于华东化工学院无机化工专业，加入中国民主建国会。担任南京化学工业有限公司副总经理。2008年起担任全国人大代表。2013年，被选为全国人大代表。